# Антопольский район
Анто́польский район (бел. Антопальскі раён) — административно-территориальная единица в Белорусской ССР в 1940—1959 годах, входившая в Брестскую область.
Антопольский район с центром в деревне Антополь был образован в Брестской области 15 января 1940 года, в октябре установлено деление на 13 сельсоветов. 16 июля 1954 в районе пересмотрено деление на сельсоветы: 7 упразднены, 2 созданы. 8 августа 1959 года район упразднён, его территория поделена между Дрогичинским и Кобринским районами. Дрогичинскому району были переданы городской посёлок Антополь и 4 сельсовета (Головчицкий, Детковичский, Именинский, Первомайский), Кобринскому — 3 сельсовета (Городецкий, Грушевский и Онисковичский).

## Сельсоветы
1940—1954
- Головичцкий;
- Городецкий;
- Демидовщинский;
- Деревновский;
- Детковичский;
- Занивьевский;
- Илосский;
- Каменский;
- Октябрьский;
- Онисковичский;
- Осиповичский;
- Первомайский;
- Худлинский.

1954—1959
- Головичцкий;
- Городецкий;
- Грушевский;
- Детковичский;
- Именинский;
- Октябрьский (до 31 марта 1959 года);
- Онисковичский;
- Первомайский.